# Miconia rupestris
Miconia rupestris är en tvåhjärtbladig växtart som beskrevs av Ernst Heinrich Georg Ule. Miconia rupestris ingår i släktet Miconia och familjen Melastomataceae. Inga underarter finns listade i Catalogue of Life.